# Alexandre Hesse
Pour les articles homonymes, voir Hesse.
Alexandre Hesse est un peintre français né le 30 décembre 1806 à Paris et mort dans la même ville le 7 août 1879.
Il est le fils du peintre Henri-Joseph Hesse (1781-1849), portraitiste et miniaturiste, et le neveu de Nicolas-Auguste Hesse (1795-1869), peintre d'histoire, lauréat du prix de Rome en 1818.

## Biographie

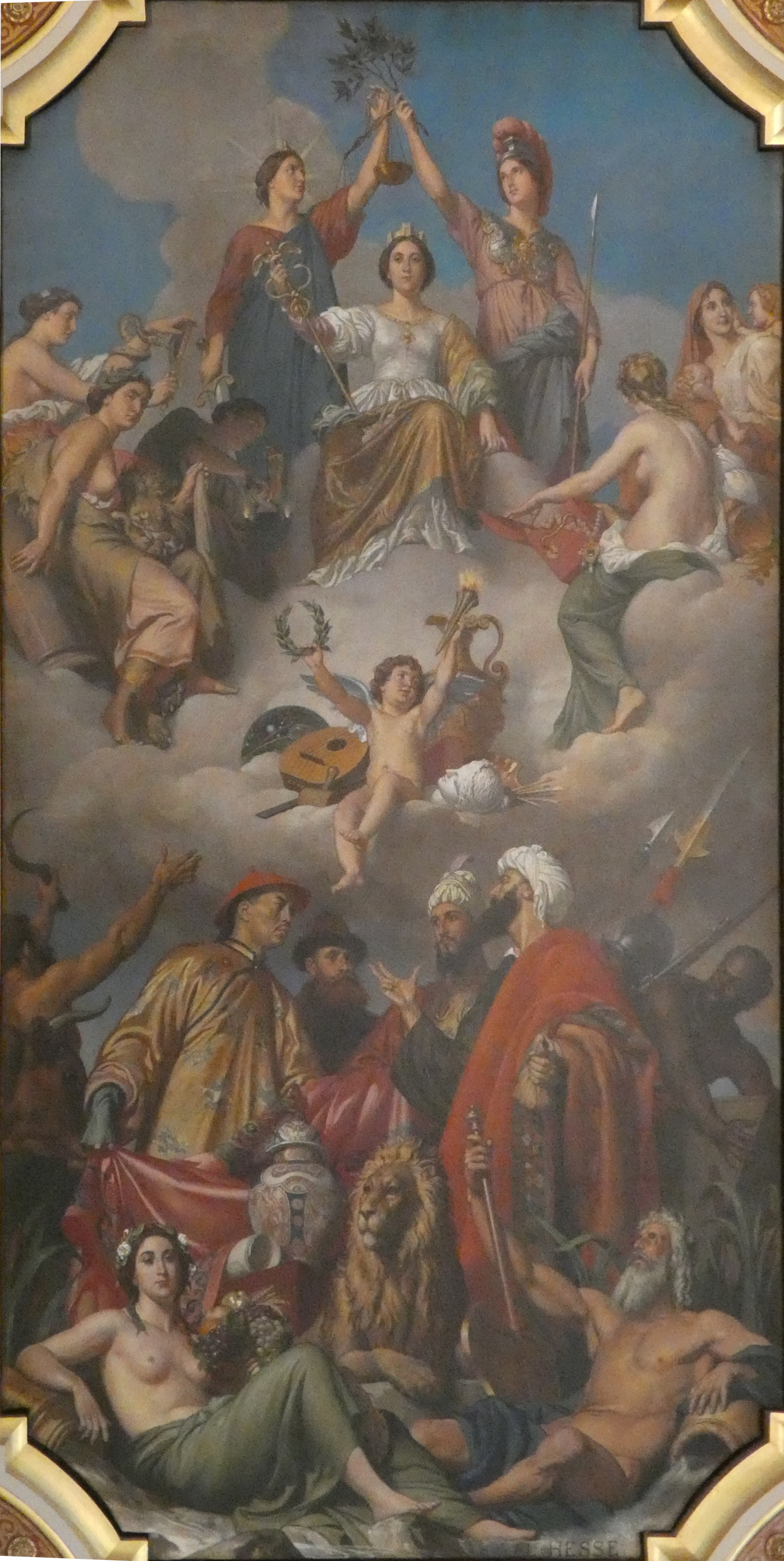
Apothéose de la ville de Lyon, 1866-1870, Lyon, palais de la Bourse.

Dès son enfance, Alexandre Jean-Baptiste Hesse est destiné par son père à poursuivre la tradition familiale en menant une carrière artistique, malgré une vocation peu affirmée initialement. Il est tout d'abord inscrit en 1820 dans l'atelier du paysagiste Jean-Victor Bertin, avant d'intégrer l'année suivante l'École des beaux-arts de Paris et d'entrer dans l'atelier d'Antoine-Jean Gros, le maître de son oncle, en 1823.
Alexandre Hesse expose pour la première fois une œuvre au Salon de 1833, Honneurs funèbres rendus au Titien, mort à Venise pendant la peste de 1576, qui remporte un vif succès et lui vaut une médaille d'or de première classe. Il est alors considéré comme l'un des grands espoirs de la peinture française et de la nouvelle école, aux côtés de Paul Delaroche, Eugène Devéria ou Joseph-Nicolas Robert-Fleury. Il entreprend plusieurs voyages en Italie, de 1833 à 1834, puis de 1842 à 1847. Il s'attache profondément au pays, qui imprègne les thématiques de son œuvre. Il se lie d'amitié avec Léopold Robert, qui l'influence durablement dans ses thématiques.
Grâce au succès de son premier tableau, il reçoit plusieurs commandes publiques, notamment pour le musée de l'Histoire de France créé par Louis-Philippe au château de Versailles, le Sénat, la Banque de France et la galerie d'Apollon du palais du Louvre. Le grand décor et la peinture monumentale vont constituer l'un de ses principaux champs d'activité. Il œuvre en particulier au palais du Commerce de Lyon, en concevant une Apothéose de la ville de Lyon (1866-1870) pour la plafond de la salle de la Bourse. Il participe au décor d'églises parisiennes comme la chapelle Sainte-Geneviève de l'église Saint-Séverin (1850-1852), la chapelle Saint-François-de-Sales de l'église Saint-Sulpice (1854-1860), puis l'église Saint-Gervais-Saint-Protais (1863-1867). Il décore également en 1863 le chœur et une chapelle de l'église de Chevry-en-Sereine (Seine-et-Marne).
Il est élu à l'Académie des beaux-arts en 1867.
Il est inhumé à Paris au cimetière du Père-Lachaise (8e division).

## Œuvres
- Honneurs funèbres rendus au Titien, mort à Venise pendant la peste de 1576, 1833, Paris, musée du Louvre.
- Henri IV rapporté au Louvre, 1837, musée national du château de Pau.
- Moissonneuse tenant sa faucille, 1837, musée d'arts de Nantes.
- Jeune fille portant une corbeille de fruits, 1838), musée d'Arts de Nantes.
- Adoption de Godefroy de Bouillon par l'empereur Alexis Comnène, 1842, Versailles, musée de l'Histoire de France.
- La Reconquête de Beyrouth par Amaury de Lusignan en 1197, 1842, château de Versailles, salles des Croisades.
- Triomphe de Pisani, 1847, Amiens, musée de Picardie.
- Sainte Geneviève distribuant du pain aux pauvres, 1850, Paris, église Saint-Séverin, chapelle Sainte-Geneviève[2].
- La Prédication de saint François de Sales aux paysans du Chablais, 1854-1860, Paris, église Saint-Sulpice.
- La Remise des règles de l'ordre de la Visitation à sainte Jeanne de Chantal, 1854-1860, Paris, église Saint-Sulpice.
- Saint Gervais et saint Protais refusant de sacrifier aux idoles, 1863-1867, Paris, église Saint-Gervais-Saint-Protais.
- Saint Ambroise découvrant les corps de saint Gervais et saint Protais, 1863-1867, Paris, église Saint-Gervais-Saint-Protais.
- La Translation des reliques de saint Gervais et saint Protais, 1863-1867, Paris, église Saint-Gervais-Saint-Protais.
- Apothéose de la ville de Lyon, 1868-1870, Lyon, palais de la Bourse.

Œuvres d'Alexandre Hesse
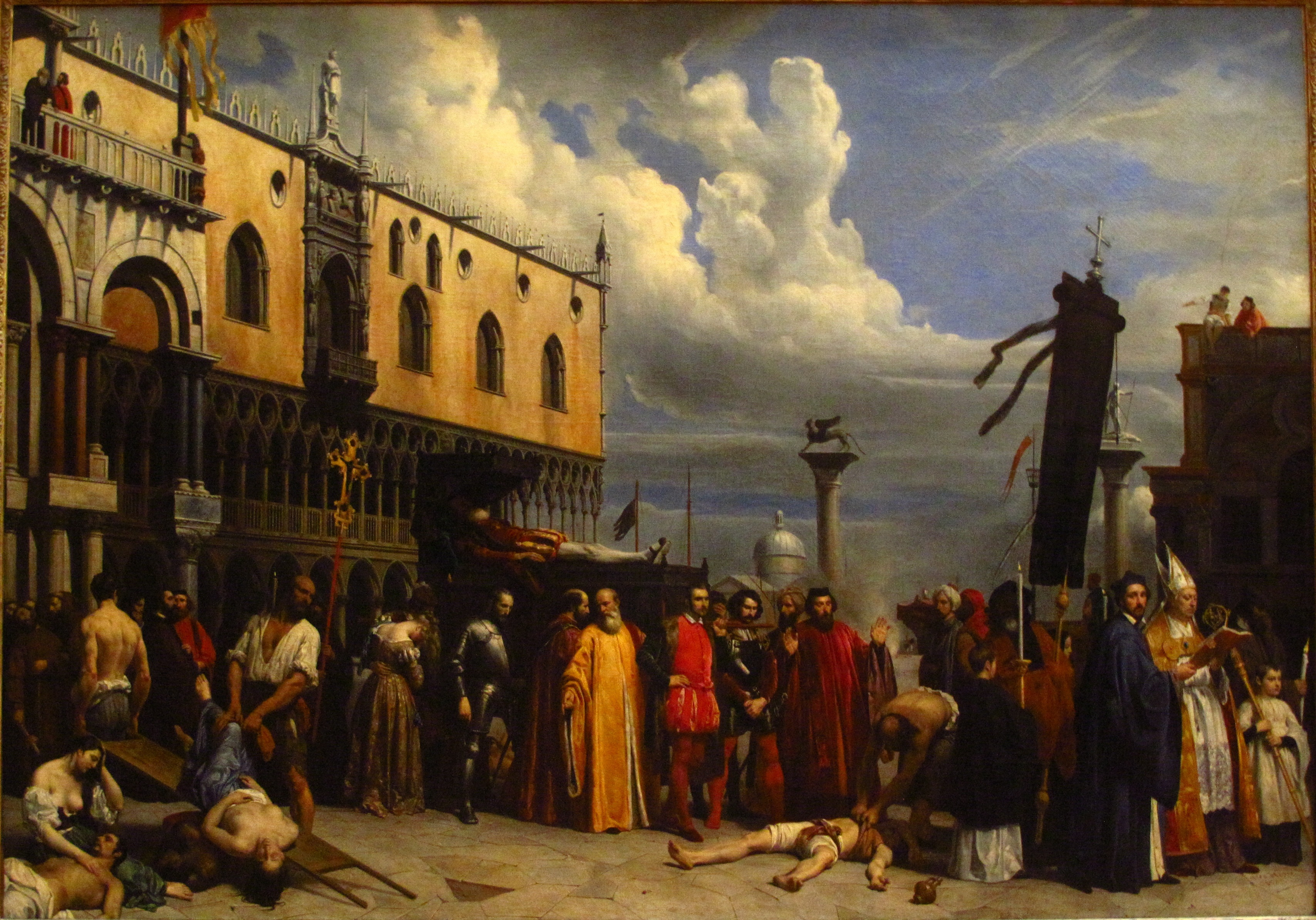
Honneurs funèbres rendus au Titien, mort à Venise pendant la peste de 1576, 1832, Paris, musée du Louvre.
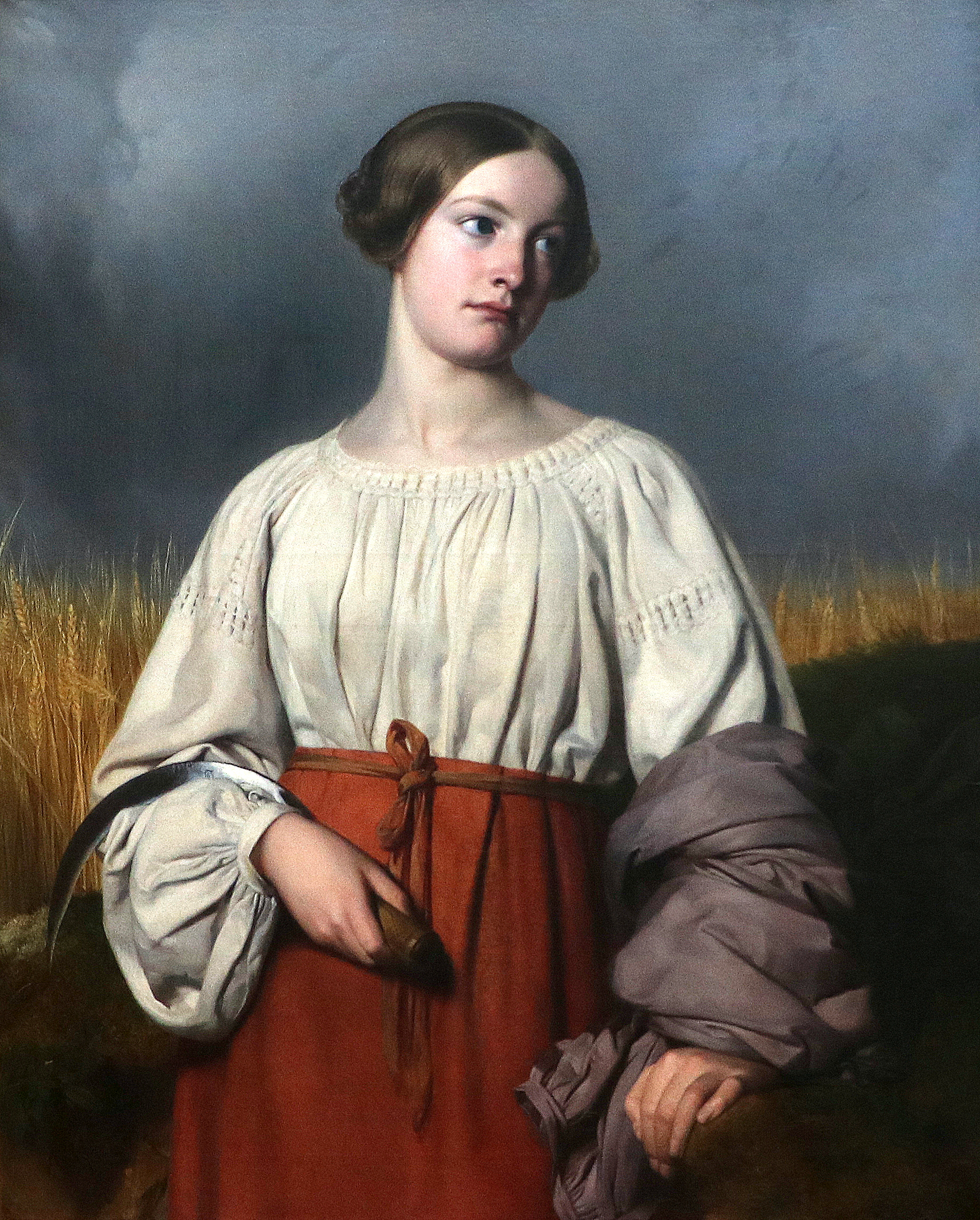
Moissonneuse tenant sa faucille, 1837, musée d'Arts de Nantes.
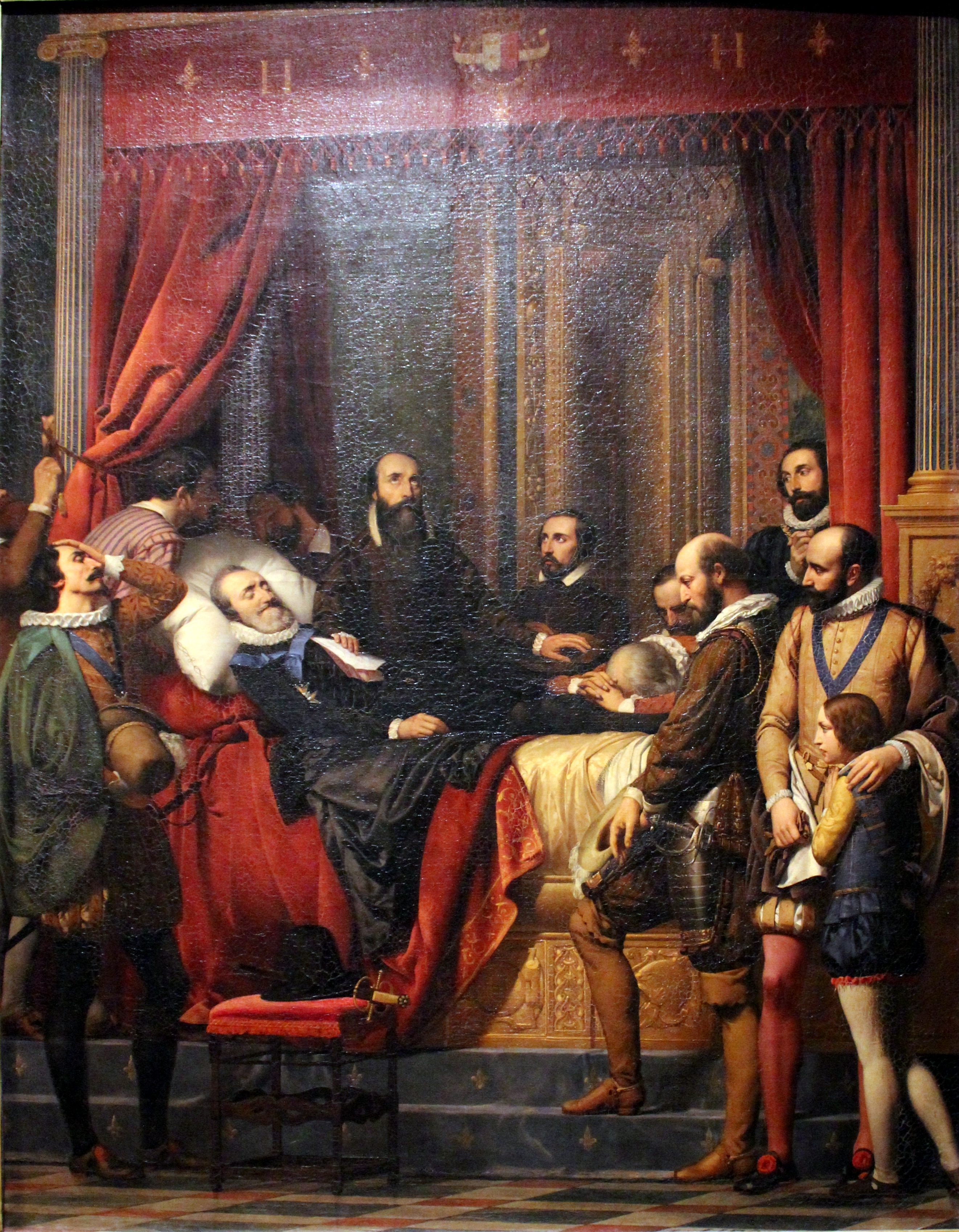
Le Corps d'Henri IV exposé au Louvre, 1837,  musée national du château de Pau.
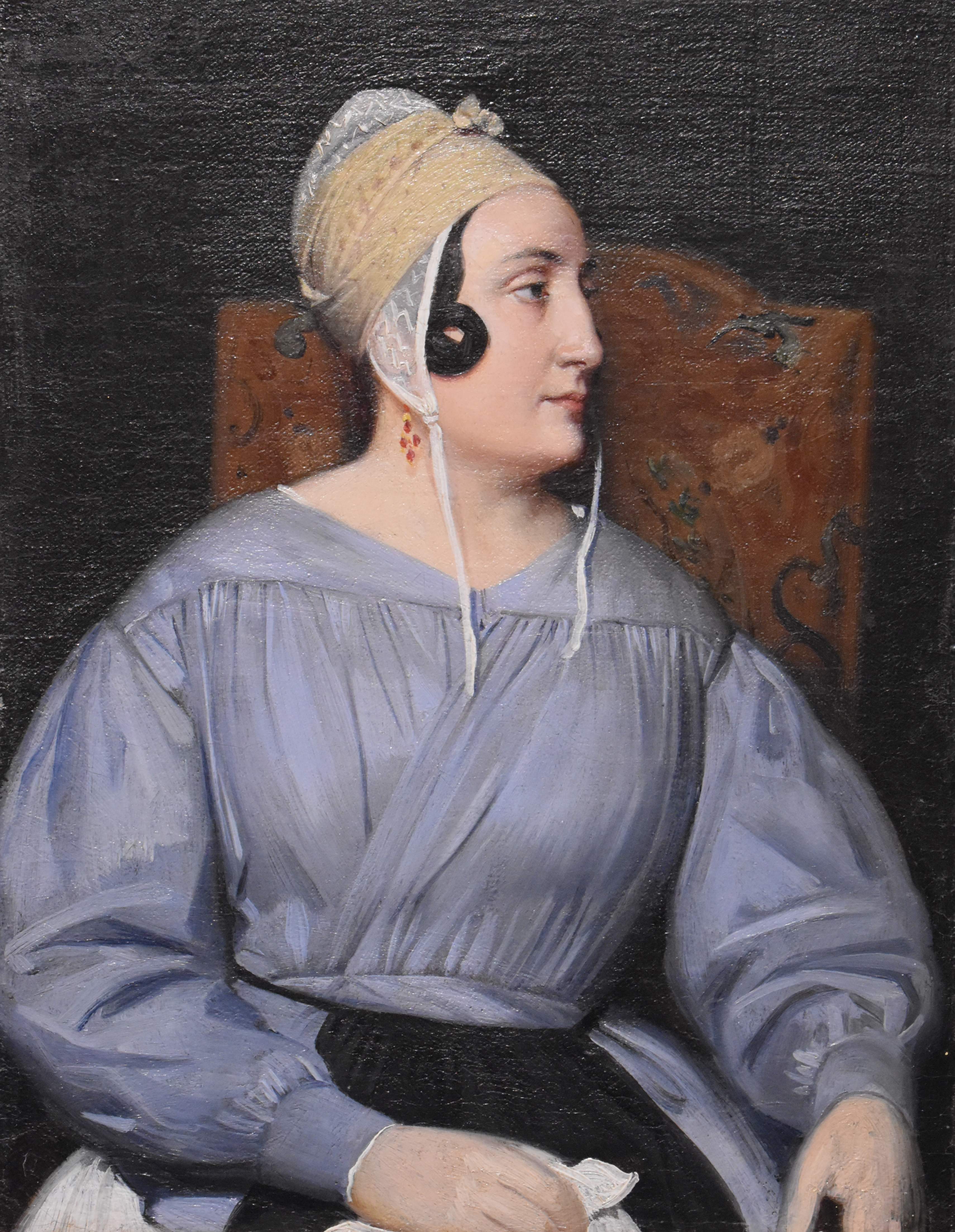
Portrait d'Élisabeth Grange, vers 1842, Arles, musée Réattu.

## Iconographie
- Louis-Auguste Hiolin a sculpté un buste d'Alexandre Hesse, livré à l'Institut de France en 1883, conservé à Chantilly au musée Condé[3].